# Mark Arm

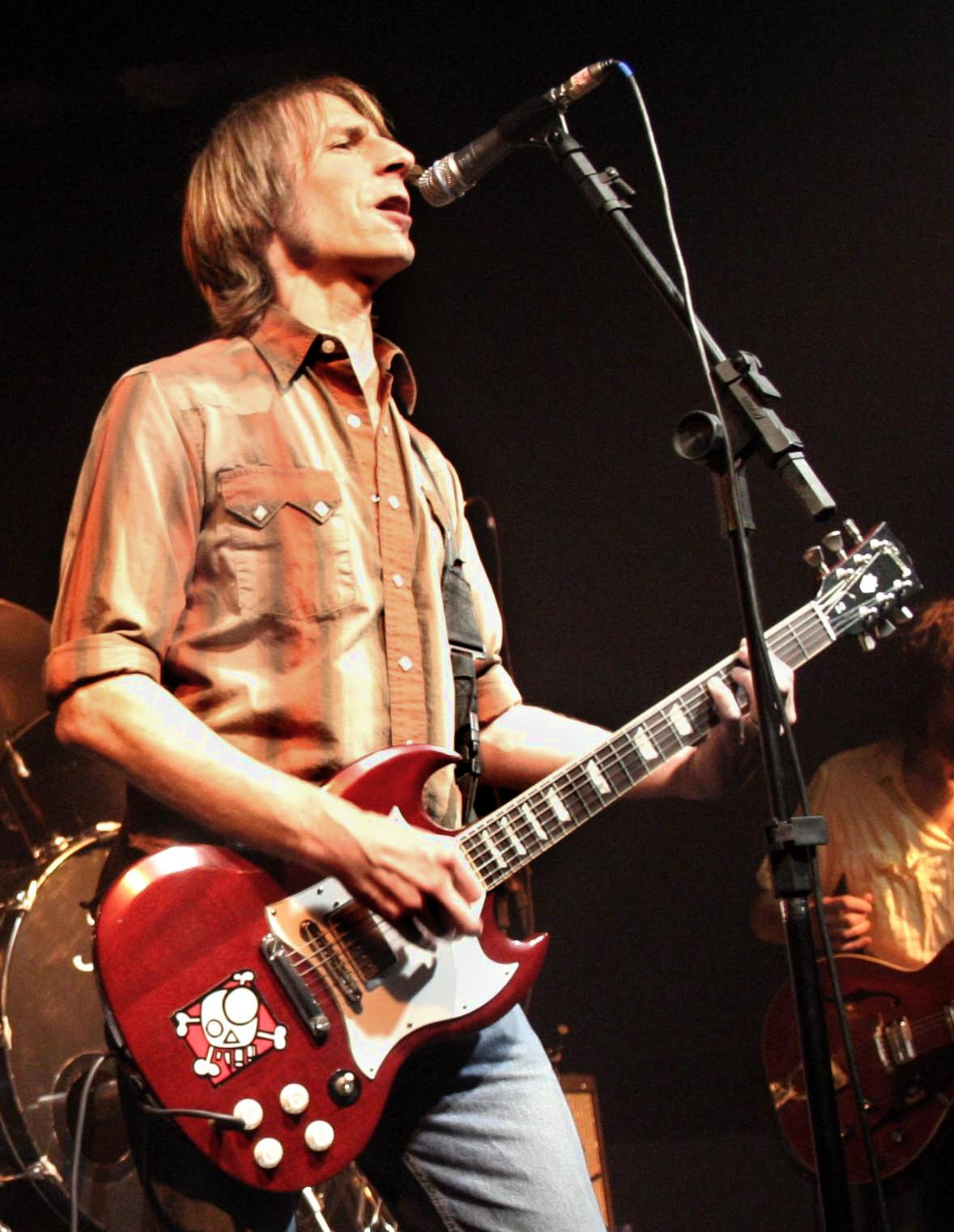
Mark Arm (2007)

Mark Arm, bürgerlich Mark McLaughlin (* 21. Februar 1962 in Seattle) ist der Sänger und Gitarrist der Grungeband Mudhoney.

## Musikalischer Werdegang
Die erste Band die Mark Arm ins Leben rief, hieß Mr. Epp (Anfangs auch Mr. Epp and the calculations), bei der er bei häufig wechselnder Besetzung sang und Gitarre spielte. Zeitgleich besetzte er bei der Garagenband The Limp Richerds den Posten des Schlagzeugers. Dort traf er auch auf Steve Turner, welcher später dann bei Mr. Epp einstieg.
1984 entschieden sich er und Steve Turner, die Band Green River ins Leben zu rufen. Die beiden heuerten noch Jeff Ament von der Band Deranged Diction für den Bass und Alex Vincent von Steve Turners zweiten Band Spluii Numa für das Schlagzeug an. 
Green River, 1985 noch durch den Gitarristen Stone Gossard verstärkt, wuchsen bald neben Soundgarden zu Szenegrößen heran. 
Ende 1985 verließ Steve Turner die Band und wurde durch Aments ehemaligen Bandkollegen Bruce Fairweather ersetzt. 
Mit Green River veröffentlichte Arm 1986 die EP Dry as a bone und 1987 die LP Rehab Doll auf dem gerade gegründeten Label Sub Pop.
Am 31. Oktober 1987 trennte sich Arm im Streit mit Jeff Ament wegen seiner Meinung nach fehlerhaften Reservierungen bei einem Konzert von Green River als Vorgruppe von Jane’s Addiction und gründete 1988 mit seinem früheren Weggefährten Steve Turner die Band Mudhoney. 
Zwischen November 1987 und Anfang 1988 rief er als satirische Revanche gegenüber seinen ehemaligen Bandkollegen die Coverband Wasted Landlords ins Leben, die unverhohlen auf den ersten Namen von Mother Love Bone, Lords of the Wastelands anspielt.

## Einflüsse
Mark Arm beeinflusste durch seine absolute Anti-Star-Haltung das Verhalten von Kurt Cobain und Eddie Vedder.

## Privatleben
Arm ist verheiratet. Neben seiner Tätigkeit als Musiker ist er als Leiter des Lagers des Labels Sub Pop tätig, dem Label, bei dem auch Mudhoney unter Vertrag stehen.